# Biancame

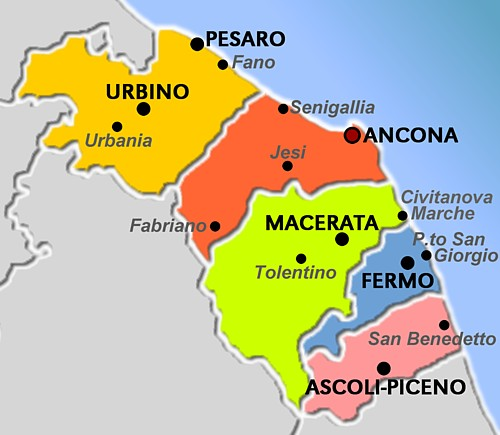
Provinzen in Marken

Die Weißweinsorte Biancame ist in den italienischen Regionen Marken (Provinz Ancona, Provinz Pesaro und Urbino und Provinz Ascoli Piceno),  Emilia-Romagna (Provinz Forlì-Cesena und Provinz Perugia) sowie Abruzzen (Provinz Teramo) auf einer bestockten Fläche von rund 3.050 Hektar empfohlen oder zugelassen. Trotz der gleichlautenden Synonyme ist sie weder mit der Sorte Greco Bianco noch der Sorte Trebbiano verwandt. Vielmehr deuten diese Synonyme auf einen griechischen Ursprung hin.
Man findet die Rebsorte in den Denominazione di origine controllata (kurz DOC) Weinen Bianchello del Metauro, Colli di Rimini Biancame und Colli di Rimini bianco. Sie ergibt strohgelbe, delikate und ausgewogenen Weißweine. Allgemein gehen die Bestrebungen der Winzer dahin, den Biancame durch die Sorte Trebbiano zu ersetzen. Diese Sorte ergibt unter den gleichen Bedingungen einen höheren Zuckergehalt (siehe auch den Artikel Mostgewicht) und ist weniger krankheitsanfällig gegenüber den Pilzkrankheiten wie den Echten Mehltau und den Falschen Mehltau.
Siehe auch den Artikel Weinbau in Italien sowie die Liste von Rebsorten.

## Ampelographische Sortenmerkmale
In der Ampelographie wird der Habitus folgendermaßen beschrieben:
- Die Triebspitze ist offen. Sie ist stark grünwollig mit leicht rötlichem Anflug behaart. Die Jungblätter sind feinflammig behaart.
- Die großen Blätter sind  meist fünflappig und tief gebuchtet (siehe auch den Artikel Blattform). Die Stielbucht ist lyrenförmig geschlossen. Das Blatt ist stumpf gezahnt. Die Zähne sind im Vergleich der Rebsorten mittelgroß.
- Die konus- bis walzenförmige Traube ist groß, geschultert und dichtbeerig. Die rundlichen Beeren sind mittelgroß und von gelblicher Farbe.

Biancame reift ca. 30 Tage nach dem Gutedel und gehört damit zu den spät reifenden Rebsorten der mittleren dritten Reifungsperiode (siehe das Kapitel im Artikel Rebsorte). Sie ist eine Varietät der Edlen Weinrebe (Vitis vinifera). Biancame besitzt zwittrige Blüten und ist somit selbstfruchtend. Beim Weinbau wird der ökonomische Nachteil vermieden, keinen Ertrag liefernde, männliche Pflanzen anbauen zu müssen.

## Synonyme
Biancame ist auch unter den Synonymen Balsamina Bianca, Biancame dalla Forcella, Biancame Maschio, Biancame Nostrano, Bianchello, Bianchetto, Biancoccio oder Biancuccio, Biancone, Biancuva, Greco, Greco Bianchello, Greco Bianco, Morbidella, Passarina, Trebbiano, Uva Bianca und Uva Morbidella bekannt.